# Helme kommun
Helme kommun (estniska: Helme vald) var 1991–2017 en kommun i södra Estland. Den låg i landskapet Valgamaa, 170 km söder om huvudstaden Tallinn. Antalet invånare var 1 957 år 2017. Arean är 313 kvadratkilometer. 
Helme kommun, Tõrva stad, Põdrala kommun, Hummuli kommun och Puka kommun förenades i kommunreformen 2017 till Tõrva kommun. Den gränsade i söder till Lettland.
Tõrva stad var en enklav i Helme kommun och samtidigt kommunens centralort. Kommunen bestod av småköpingen (estniska: alevik) Helme och fjorton byar (küla): Ala, Holdre, Jõgeveste, Kalme, Karjatnurme, Kirikuküla, Koorküla, Kähu, Linna, Möldre, Patküla, Pilpa, Roobe och Taagepera.
Årsmedeltemperaturen i trakten är 6,3 °C. Den varmaste månaden är juli, då medeltemperaturen är 18 °C, och den kallaste är februari, med −4,3 °C.